# Syrian Arab Airlines
Syrian Arab Airlines (arabisch مؤسسة الطيران العربية السورية, DMG muʾassasat aṭ-ṭayarān al-ʿarabiyya as-sūriyya), kurz auch Syrianair (arabisch السورية, DMG as-Sūriyya), ist die staatliche Fluggesellschaft der Syrischen Arabischen Republik mit Sitz in Damaskus.

## Geschichte

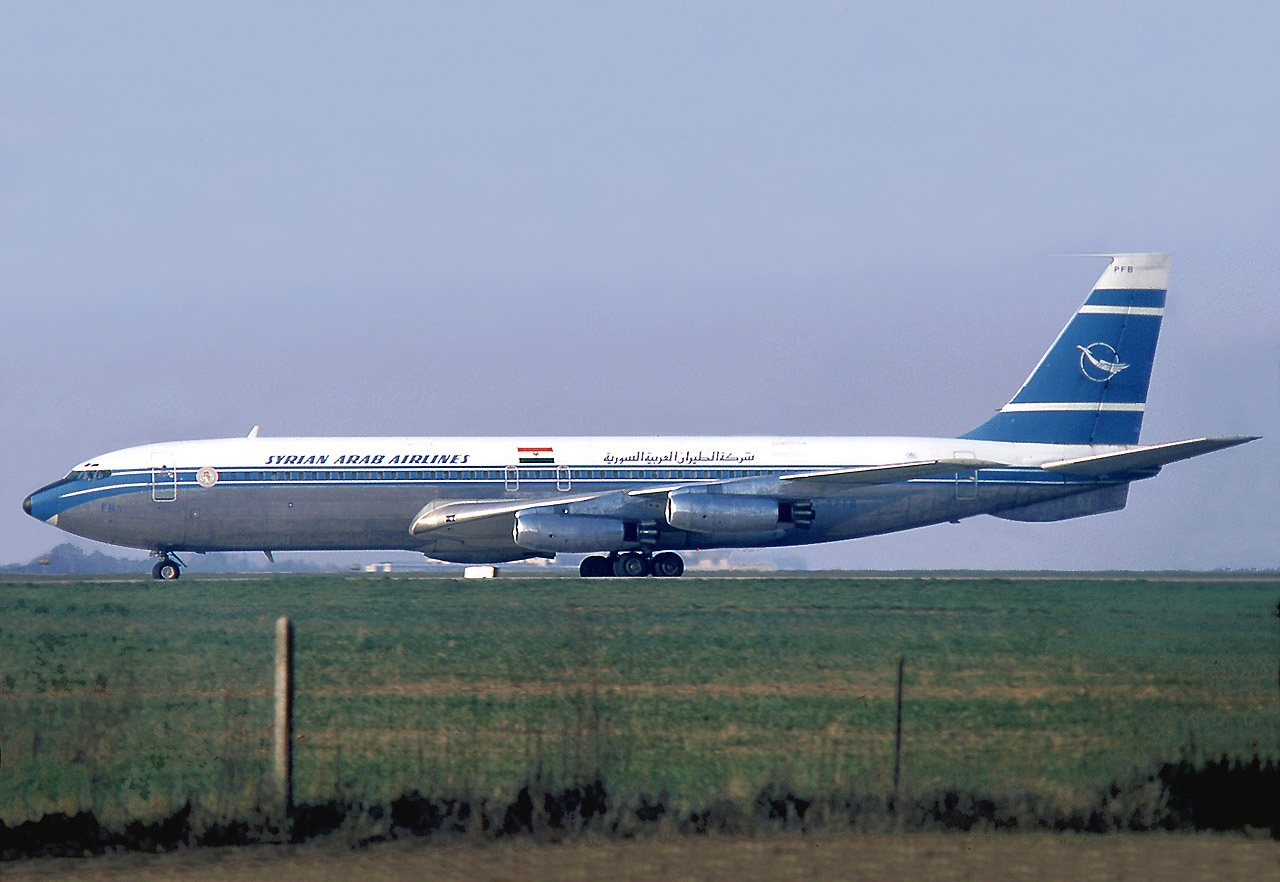
Boeing 707 der Syrianair, Paris-Le Bourget 1975

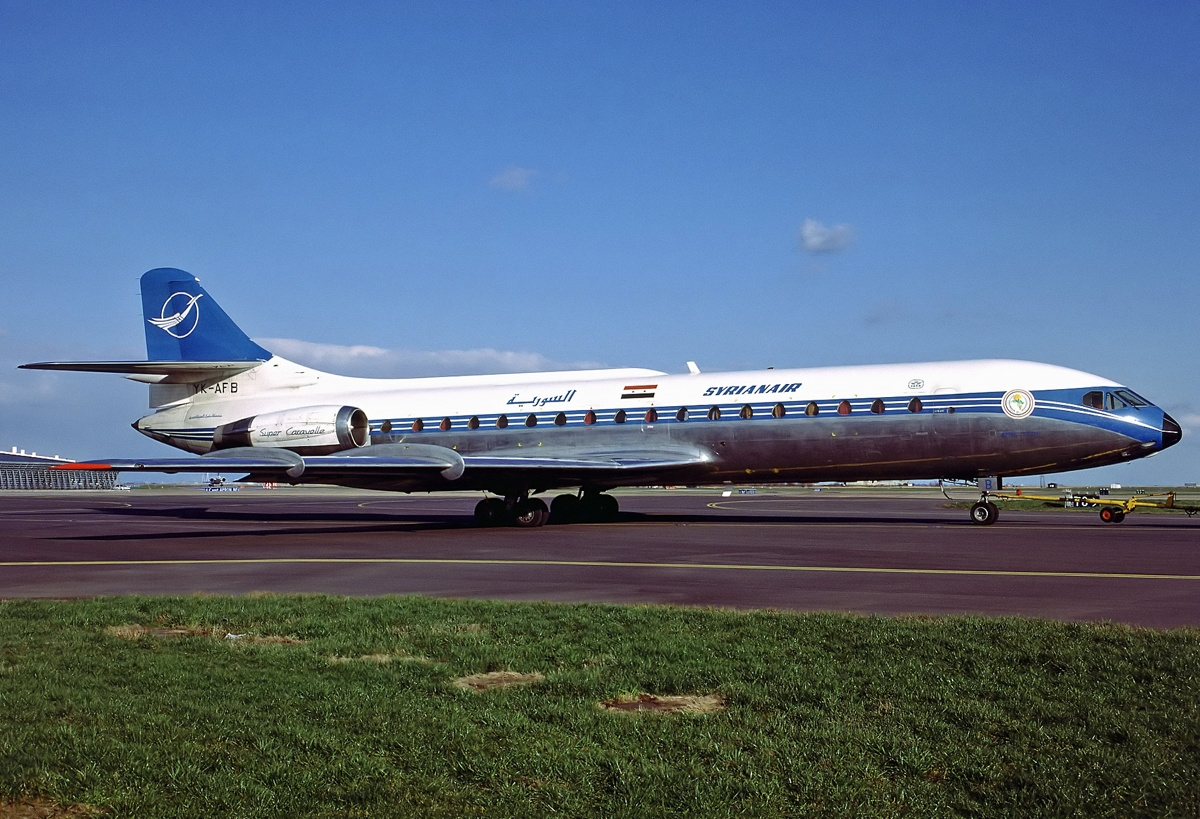
Sud Aviation Caravelle 10B3 der Syrianair, Kopenhagen 1988

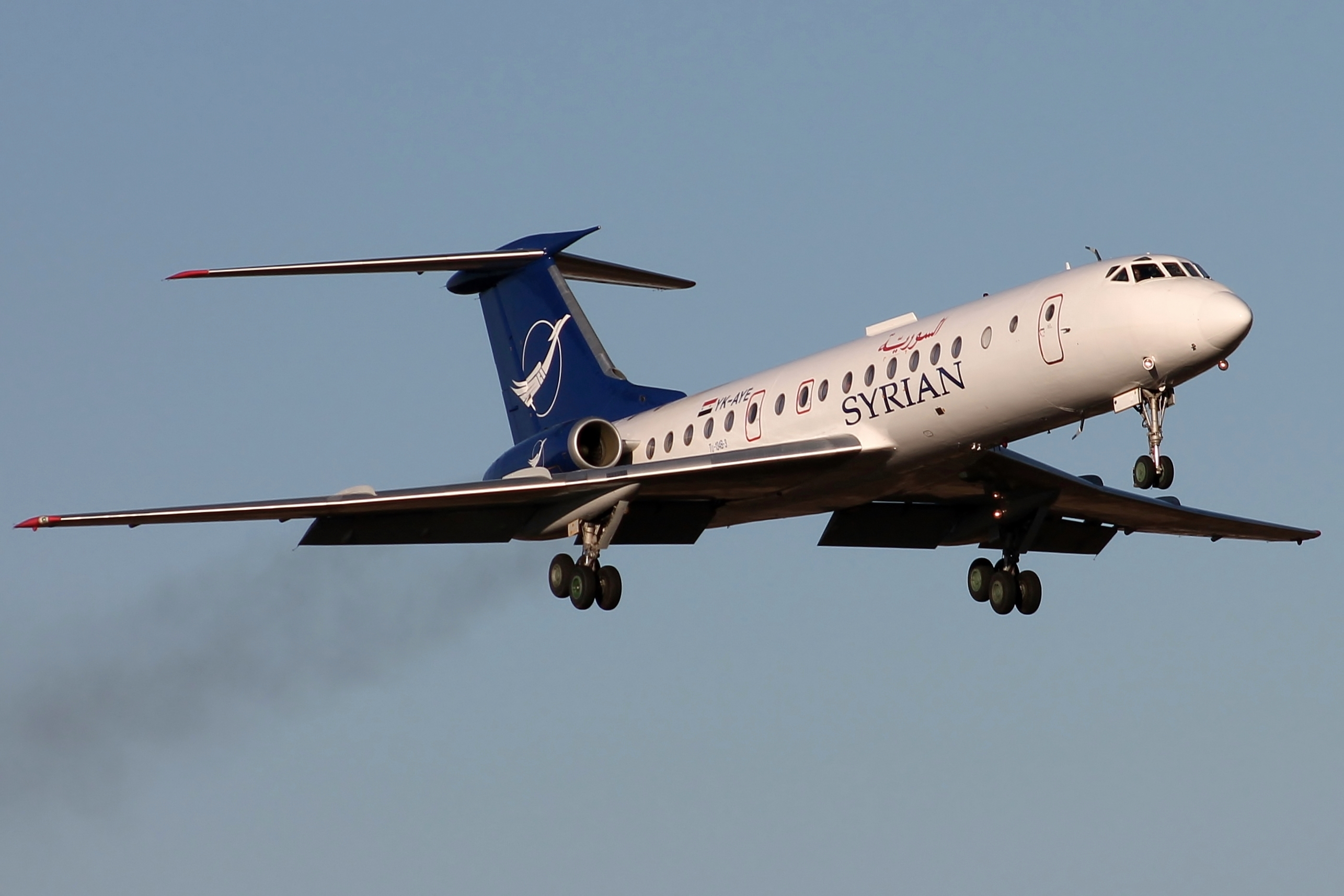
Tupolew Tu-134B der Syrianair

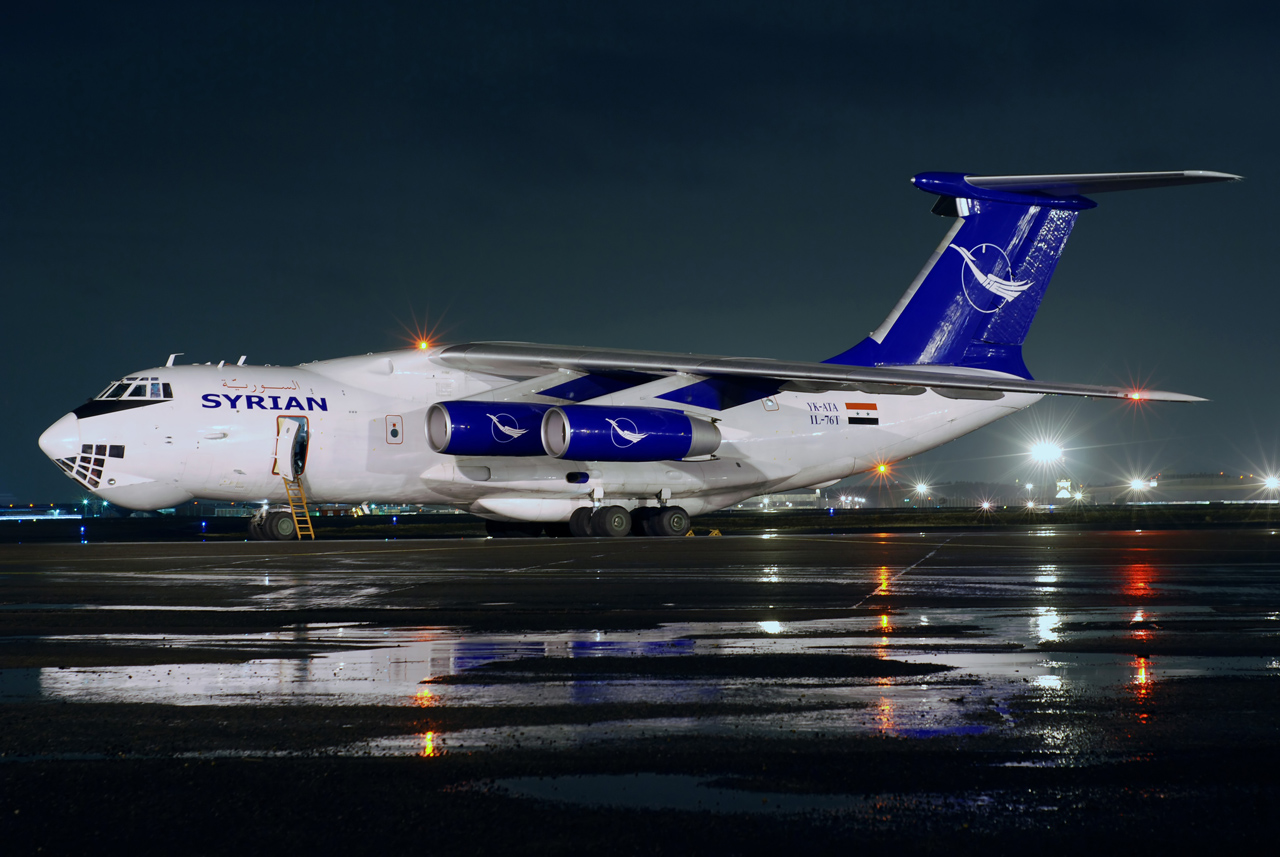
Iljuschin Il-76 der Syrianair, Moskau 2008

Am 21. Dezember 1946 wurde die Fluggesellschaft als Syrian Airways gegründet. Die ersten Flüge fanden im Juni 1947 statt und bedienten die Flughäfen in Damaskus, Aleppo, Deir ez-Zor und Qamischli. Wegen finanzieller Schwierigkeiten wurden die Flüge schon im Mai 1948 eingestellt, aber mit staatlichen Zuschüssen 1951 wieder aufgenommen. In den folgenden Jahren expandierte die Gesellschaft und flog auch Beirut, Bagdad und Jerusalem an, später kamen Kairo, Kuwait und Doha dazu. Die Flotte wurde im Jahr 1952 um drei Douglas DC-3, 1957 um vier DC-4 erweitert. Zwischen 1953 und 1954 musste der Flugbetrieb kurz eingestellt werden, da die Konzession nach einem Absturz entzogen wurde (siehe Abschnitt Zwischenfälle).
Im Februar 1958 schlossen sich Syrien und Ägypten zur Vereinigten Arabischen Republik zusammen. Entsprechend fusionierte Syrian Airways mit der ägyptischen Fluggesellschaft MisrAir und firmierte fortan unter dem Namen United Arab Airlines. Außer vermehrten Flügen zwischen Kairo und Damaskus änderte sich für die Passagiere nichts. Mit dem Austritt Syriens aus der Vereinigten Arabischen Republik 1961 wurden auch die Fluggesellschaften wieder getrennt. Im Oktober 1961 wurde die Nachfolgegesellschaft der ehemaligen Syrian Airways unter dem Namen Syrian Arab Airlines neu gegründet. Diese ist bis heute ein Staatsunternehmen. In den folgenden Jahren wurde das Streckennetz ausgebaut und Flüge nach Athen, München, Rom, Paris und London Richtung Westen sowie Schardscha, Dubai und Teheran im Osten in den Flugplan aufgenommen.
Syrian Arab Airlines war Gründungsmitglied der Arab Air Carriers Organization und trat 1967 der IATA bei. In den folgenden Jahren flog sie immer mehr Flughäfen an und vergrößerte die Flotte. Im Jahr 1973 musste der Flugbetrieb wegen des Jom-Kippur-Kriegs für mehrere Wochen eingestellt werden. Im selben Jahr wurde der neue Flughafen Damaskus eröffnet und dient Syrian Arab Airlines seither als Hub.
Als Ergebnis der seit 2009 durch die Vereinigten Staaten, die Europäische Union und weitere Staaten gegen Syrien verhängten Sanktionen, die im Verlauf des dortigen Bürgerkrieges noch weiter verschärft wurden, geriet Syrianair an den Rand der Existenz. So beförderte die Fluggesellschaft nach Regierungsangaben 2007 noch insgesamt 1,3 Millionen Passagiere, zwei Jahre später war das Fluggastaufkommen bereits um mehr als 45 % gesunken. Schließlich verhängte die Europäische Union als Teil der Sanktionen am 23. Juli 2012 ein Flug- und Landeverbot gegen Syrian Arab Airlines. Auch stellt in der EU seitdem der bloße Erwerb von Tickets der Fluggesellschaft eine Straftat dar; ausgenommen sind Tickets, die zum Zwecke der Evakuierung aus Syrien gebucht werden. Die Schweiz verhängte im August 2012 ebenfalls ein solches Verbot.
Auf Grund der Syrien betreffenden Wirtschaftsembargos ist es für Syrianair weder möglich, neue Flugzeuge der großen Hersteller zu kaufen, noch Ersatzteile für die bestehende Flotte zu erwerben, um den Flugbetrieb in genügendem Umfang zu gewährleisten. In der Folge wurde der Wartungsstau der verbliebenen, im Durchschnitt siebzehn Jahre alten Airbus A320-200 so groß, dass von den größeren Passagiermaschinen der Gesellschaft 2016 zeitweise überhaupt keine einsetzbar war. Wegen des Embargos musste eine gebrauchte Airbus A340 im Frühjahr 2017 via Kasachstan (dort wurde das Flugzeug neu registriert) und den Tschad nach Syrien geliefert werden. Mit dem Flugzeug soll in Zukunft nach China, Brasilien, Indien und Russland geflogen werden.

## Flugziele
Wurden durch Syrian Arab Airlines 2011 noch 57 Ziele im Nahen Osten sowie in Europa, Nordafrika und Indien bedient, beschränkte sich ihr Verkehr bis 2014 auf nur noch wenige Kurzstrecken in der Region. Mitte 2016 war er weitgehend eingestellt. Im Jahre 2018 wurden durch die Syrian Arab Airlines Städte im Nahen und Mittleren Osten, Nordafrika sowie Moskau angeflogen.
Syrianair unterhielt darüber hinaus Codeshare-Abkommen mit Austrian Airlines, Cyprus Airways, Royal Jordanian, Saudi Arabian Airlines, Iberia, Turkish Airlines und KLM Royal Dutch Airlines.

## Flotte

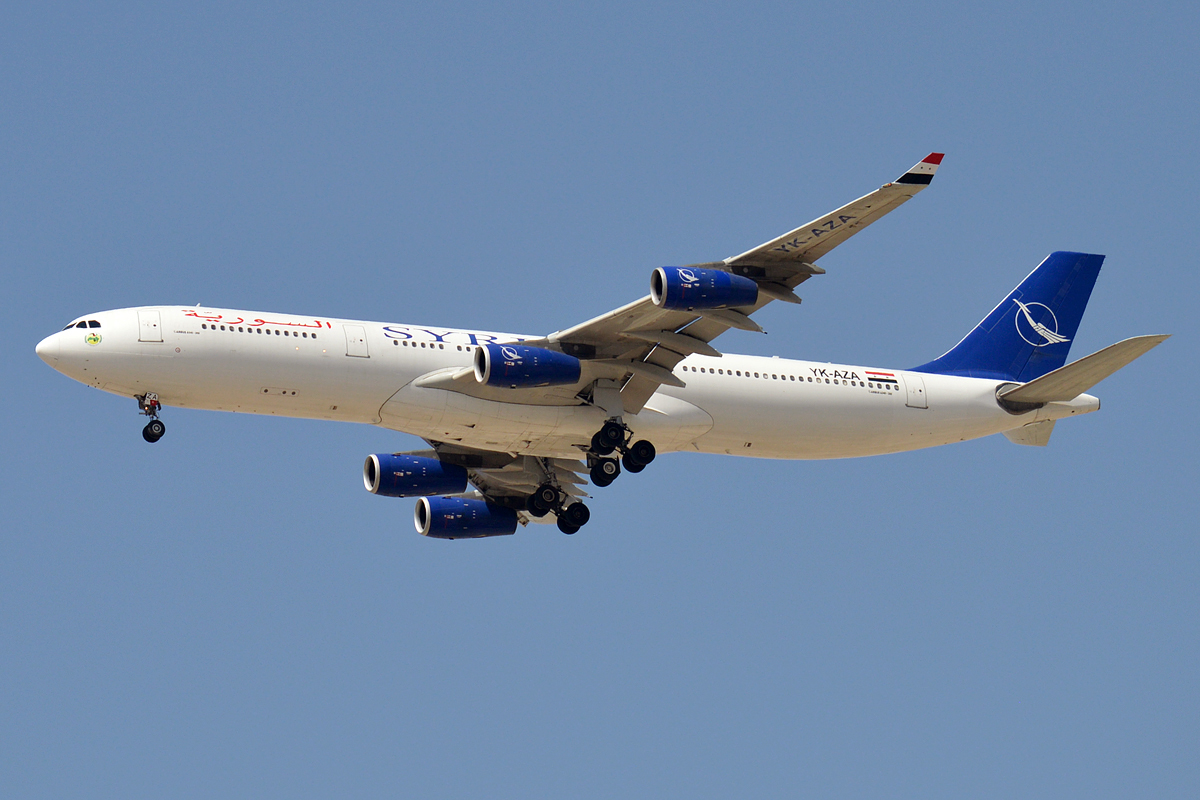
Airbus A340-312 der Syrianair

### Aktuelle Flotte

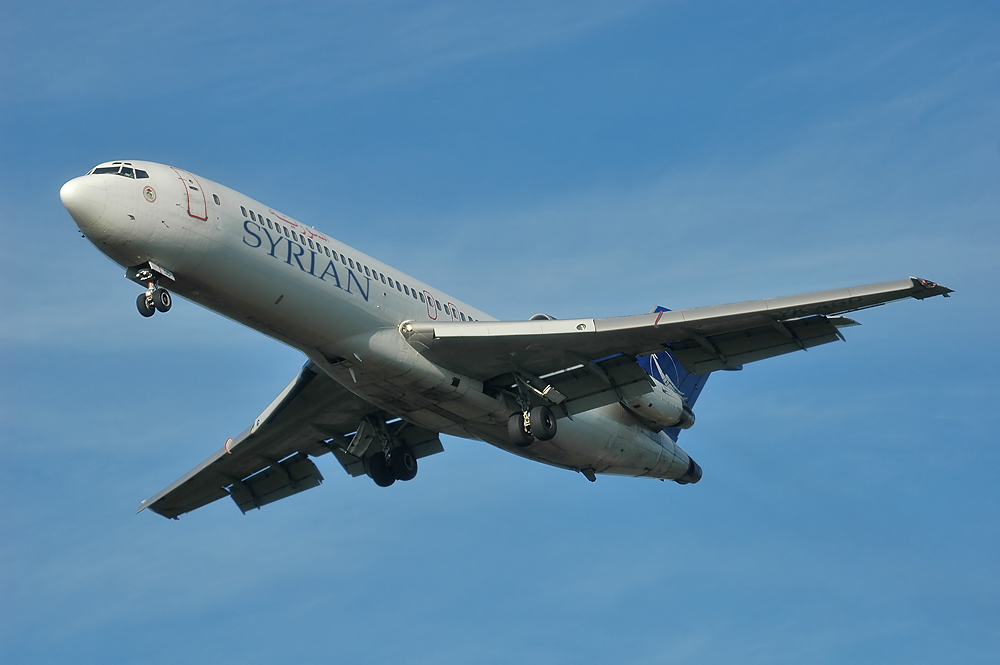
Boeing 727-200 der Syrianair

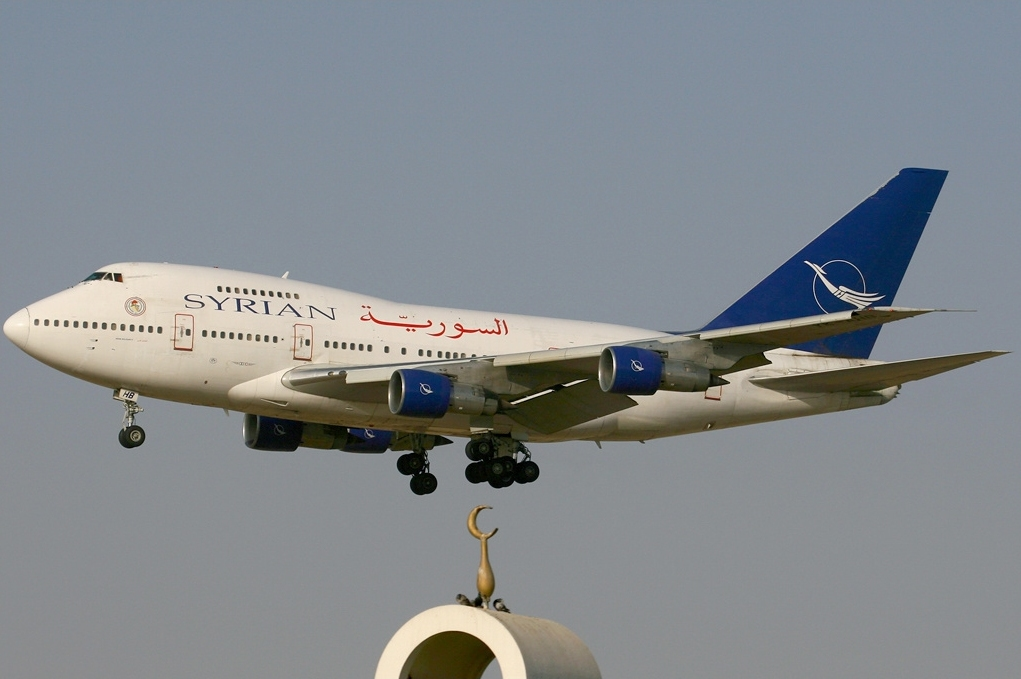
Boeing 747SP der Syrianair

Mit Stand März 2023 besteht die Flotte der Syrian Arab Airlines aus zwölf Flugzeugen mit einem Durchschnittsalter von 21,8 Jahren:
| Flugzeugtyp     | Anzahl | bestellt | Anmerkungen   | Sitzplätze |
| --------------- | ------ | -------- | ------------- | ---------- |
| Airbus A320-200 | 08     |          | sechs inaktiv | 150        |
| Airbus A340-300 | 02     |          | einer inaktiv | 295 300    |
| ATR 72-500      | 02     |          | inaktiv       | 70         |
| Gesamt          | 12     | -        |               |            |

Laut Webseite (Abruf am 15. Juli 2022) ist auch noch mindestens eine Iljuschin Il-76 als Frachtflugzeug im Einsatz.

### Ehemalige Flugzeugtypen

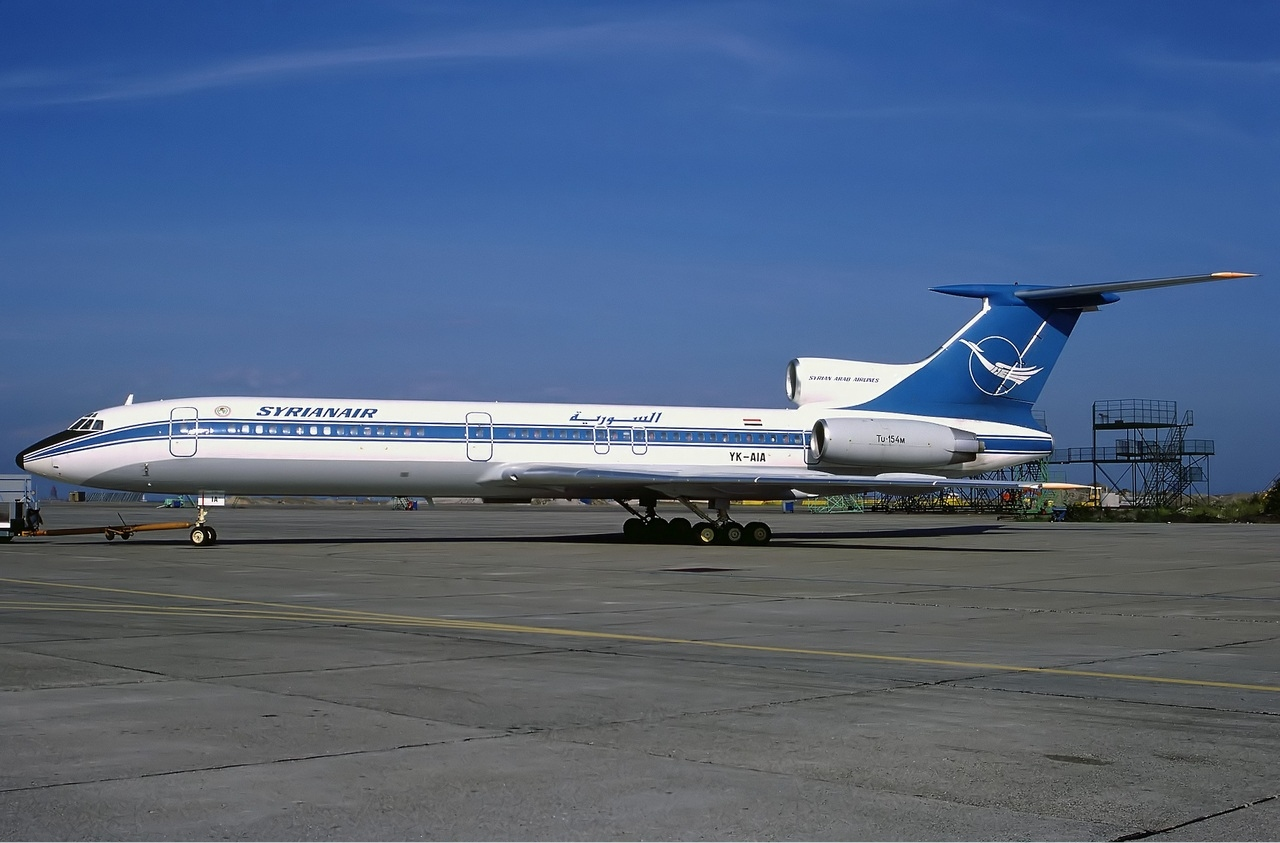
Tupolew Tu-154M der Syrianair

Als Folge der Syrien betreffenden Wirtschaftssanktionen soll im Frühjahr 2016 zeitweise nur noch eine größere Passagiermaschine der Gesellschaft einsatzfähig gewesen sein. Das einzige 2017/2018 aktive Flugzeug des Typs A340 kam im Jahr 2017 via Kasachstan und über eine „aus technischen Gründen nötige“ Landung in Iran von Teheran aus nach Syrien, dies unter Umgehung westlicher Sanktionen.
Zuvor betrieb Syrian Arab Airlines auch folgende Flugzeugtypen: Mitte 2016 wurden noch Maschinen der Typen Dassault Falcon 20 und Dassault Falcon 900 sowie ein Eurocopter Dauphin der Flotte zugerechnet.
- Airbus A340-600
- Antonow An-24
- Antonow An-26
- Boeing 707
- Boeing 727-200
- Boeing 747SP (seit Ende 2007 eingelagert)[19]
- Douglas DC-3/C-47
- Douglas DC-4
- Douglas DC-6
- Iljuschin Il-76
- Jakowlew Jak-40
- Sud Caravelle
- Tupolew Tu-154

## Zwischenfälle
- Am 21. Dezember 1952 flog eine Douglas DC-3 der Syrian Airways (Luftfahrzeugkennzeichen YK-AAF) bei schlechtem Wetter nahe an-Nabk (Syrien) in einen Berg. Die Maschine befand sich auf einem Flug von Damaskus nach Aleppo. Die Piloten waren von der Strecke abgewichen, um die Suche nach einer vermissten Consolidated PBY Catalina der niederländischen Marineflieger zu unterstützen, die im Libanon verschwunden war. Von den 15 Insassen kamen 9 ums Leben.[20]

- Am 24. Februar 1956 stürzte eine Douglas DC-3 der Syrian Airways (YK-AAE) nach einem Blitzschlag und beidseitigem Triebwerksausfall 24 Kilometer vom Startflughafen Aleppo entfernt ab. Die Maschine befand sich auf einem Flug nach Damaskus. Mit 19 Toten war dieser Absturz der schwerste Unfall in der Unternehmensgeschichte.[21][22]

- Am 1. September 1960 kam es mit einer Douglas DC-4-1009 der syrisch-ägyptischen United Arab Airlines (heute Syrian Arab Airlines) (YK-AAR) zu einer Notwasserung im Fluss Kongo bei Mpouya (Kongolesische Republik (Kongo-Brazzaville)). Das Flugzeug kam 220 Kilometer vor dem Zielort Leopoldville (Demokratische Republik Kongo, Kongo-Léopoldville) nieder. Alle 14 Insassen, fünf Besatzungsmitglieder und 9 Passagiere, überlebten die Notwasserung.[23]

- Am 7. April 1963 verunglückte eine Douglas DC-6B der Syrian Arab Airlines (YK-AEB) beim Start vom Flugplatz der Stadt Hama (Syrien). Nähere Einzelheiten sind nicht bekannt. Dabei kam eine Person an Bord ums Leben.[24][25]

- Am 2. Oktober 1964 überrollte eine Douglas DC-4/C-54A-DO der Syrian Arab Airlines (YK-ADA) bei der Landung auf dem Flughafen Damaskus-Mezzeh (Syrien) das Landebahnende. Das Bugfahrwerk brach im rauen Untergrund zusammen und die Maschine wurde irreparabel beschädigt. Alle Insassen überlebten den Unfall.[26]

- Am 6. Februar 1967 wurde eine Douglas DC-3/C-47B-40-DK der Syrian Arab Airlines (YK-ACB) im Anflug auf den Flughafen Aleppo (Syrien) unter den Gleitpfad geflogen. Es kam zu einem Strömungsabriss, das Flugzeug stürzte wenige hundert Meter vor der Landebahn ab. Bei dem Unfall in schlechter Sicht kamen 8 der 16 Insassen ums Leben, allesamt Passagiere.[27]

- Am 19. März 1976 wurde eine Jakowlew Jak-40 der Syrian Arab Airlines (YK-AQC) auf dem Flughafen Beirut (Libanon) während des Einsteigevorgangs von der Granate einer Panzerfaust getroffen. Der schon an Bord befindliche libanesische Ministerpräsident Raschid Karami überlebte ebenso wie alle anderen Insassen die Explosion und das ausgebrochene Feuer. Das Flugzeug wurde zerstört.[28]

- Am 20. September 2012 kollidierte ein Airbus A320-200 in etwa 3600 m Höhe auf dem Weg von Damaskus nach Latakia mit einem syrischen Militärhelikopter. Infolgedessen wurde das Seitenleitwerk schwer beschädigt, die Maschine konnte jedoch wieder sicher in Damaskus landen, während die vierköpfige Besatzung des Militärhubschraubers den Zusammenstoß nicht überlebte (siehe auch Syrian-Arab-Airlines-Flug 501).[29]

- Am 10. Oktober 2012 wurde ein Airbus A320-200 von türkischen Kampfflugzeugen des Typs F-16 abgefangen und die Piloten gezwungen, auf dem Flughafen Ankara zu landen. Der Airbus war von Moskau auf dem Weg nach Damaskus. Die türkischen Behörden hatten den Verdacht, dass sich Waffen an Bord befinden würden. Nach der Flugzeugdurchsuchung bestätigte sich der Verdacht der Behörden. Die Passagiermaschine durfte 8 Stunden später samt 35 Passagieren weiterfliegen, aber ohne die illegale Fracht.[30]

- Am 8. Dezember 2024 verschwand der kurz vor 4 Uhr Ortszeit in Damaskus gestartete Syrian-Arab-Airlines-Flug 2918, eine Iljuschin Il-76 mit dem Kennzeichen YK-ATA, nach einer plötzlichen Kursänderung und einem Sinkflug bei Homs von den Radarschirmen. Kurz zuvor war der syrische Diktator Baschar al-Assad gestürzt worden und aus Damaskus geflüchtet. Weitere gesicherte Einzelheiten zum Flugzwischenfall sind bisher nicht bekannt.[31]